# Кактус Флатс (Аризона)
Кактус Флатс (енгл. Cactus Flats) насељено је место без административног статуса у америчкој савезној држави Аризона.

## Демографија
По попису из 2010. године број становника је 1.518.
| Група             | 2000.    | 2010.         |
| Белци             | 0 (0,0%) | 1.005 (66,2%) |
| Афроамериканци    | 0 (0,0%) | 13 (0,9%)     |
| Азијати           | 0 (0,0%) | 1 (0,1%)      |
| Хиспаноамериканци | 0 (0,0%) | 449 (29,6%)   |
| Укупно            | 0        | 1.518         |